# Atenió (metge)
Atenió (en llatí Athenion, en grec Ἀθηνίων) fou un metge grec esmentat per Sorà (Soranus) com a seguidor d'Erasístrat, i que per tant devia viure en algun moment entre el segle III aC i el segle i.
És probablement el mateix metge del que Cels en va preservar alguna fórmula.